# Ruta de Illinois 95
La Ruta de Illinois 95, y abreviada IL 95 (en inglés: Illinois Route 95) es una carretera estatal estadounidense ubicada en el estado de Illinois. La carretera inicia en el oeste desde la IL 41     en New Philadelphia hacia el este en la IL 97     en Cuba. La carretera tiene una longitud de 27,6 km (17.12 mi).

## Mantenimiento
Al igual que las autopistas interestatales, y las rutas federales y el resto de carreteras estatales, la Ruta de Illinois 95 es administrada y mantenida por el Departamento de Transporte de Illinois por sus siglas en inglés IDOT.